# Colegiata de San Salvador (Blois)
La colegiata de San Salvador de Blois (Francia) fue un monumento histórico del siglo XII construido en la plaza del castillo de Blois y que fue destruido en 1793.
El altar mayor de la actual iglesia de San Nicolás proviene de San Salvador.

## Historia
Según los historiadores Bergevin y Dupré, la colegiata de San Salvador habría sido construida sobre las ruinas de un templo pagano dedicado a Júpiter Salvador, convirtiéndola así en uno de los lugares de culto más antiguos de la ciudad de Blois.
Jean Bernier menciona que la colegiata fue erigida alrededor del año 1000, aunque sin proporcionar una fuente, como señala Cosperec, quien estima su construcción a finales del siglo XII.Por su parte, Louis de La Saussaye recuerda que el conde Teobaldo IV la llamaba en el siglo XII "la iglesia de Blois" ("ecclesiam Blesensis" en latín), lo que muestra su importancia en comparación con otras de la ciudad.También menciona a un caballero llamado Geoffroy, que habría contribuido a la reconstrucción de la iglesia en el siglo XII;podría tratarse de una confusión anacrónica con Godofredo I de Beauvilliers, caballero y señor de Saint-Aignan, cuyo hijo compartía el diezmo de Rivez con el capítulo de San Salvador a partir de 1292.
En 1329, Jean de Blois, hermano menor del conde Guy I, fue transferido de San Martín de Tours a la colegiata de San Salvador de Blois como canónigo.
Aunque la abadía de la Guiche fue la principal necrópolis de los condes de Blois, algunos de ellos fueron enterrados cerca de su castillo y, por lo tanto, dentro de San Salvador,incluido el conde Luis II de Blois-Châtillon en 1372.

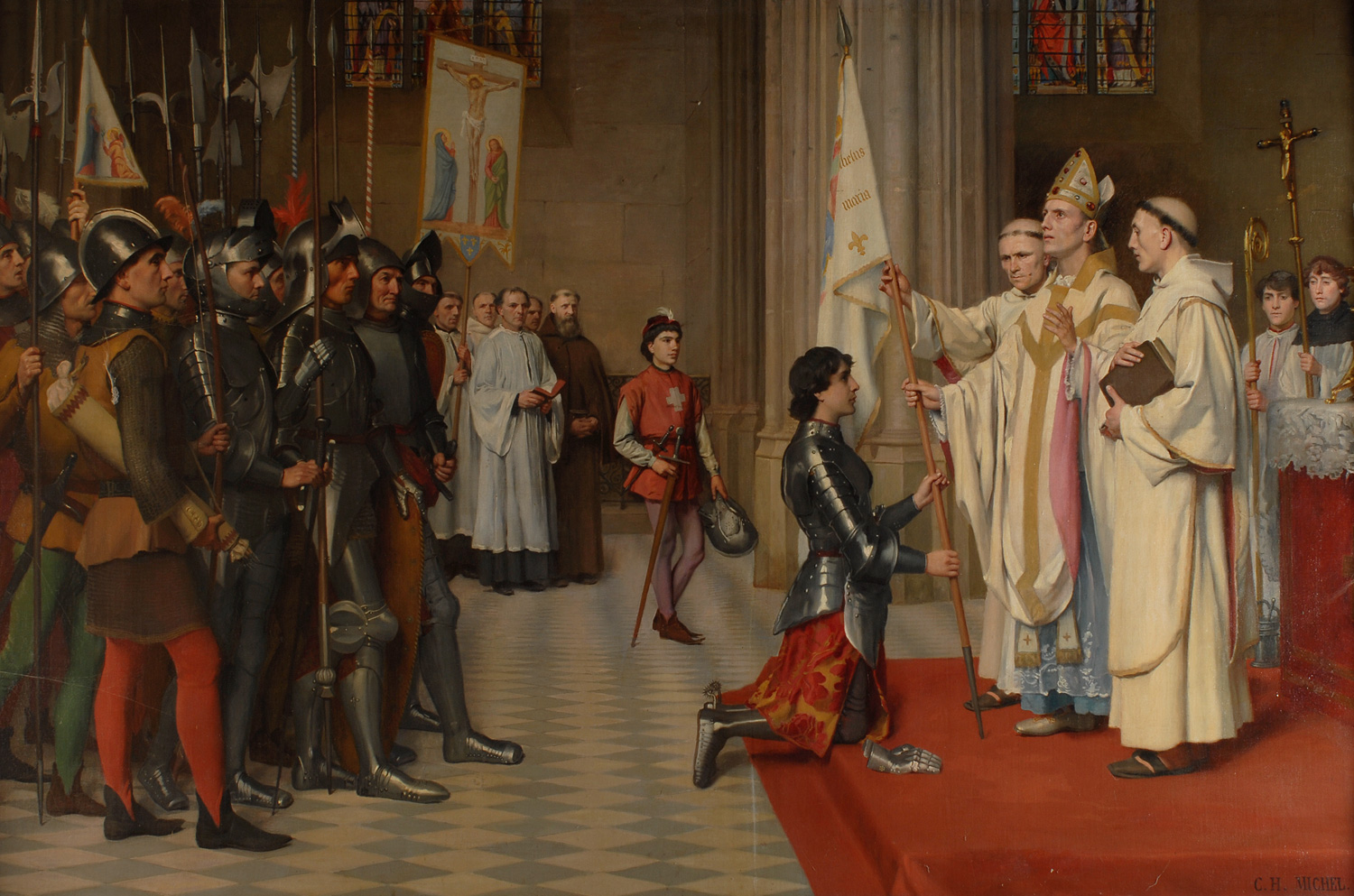
La bendición de la bandera de Juana de Arco, Charles-Henri Michel, 1901, capilla de San Carilefo del castillo de Blois.

Entre el 25 y el 26 de abril de 1429, Juana de Arco, mientras estaba en Blois antes de liberar Orleans, hizo bendecir su estandarte en la colegiata de San Salvador.Esta escena fue representada en 1901 por el pintor Charles-Henri Michel.
En junio de 1503, Dom Pacello da Mercogliano fue nombrado canónigo de la colegiata después de haber servido a Fernando el Católico en Nápoles.
Antiguamente dominando la ciudad al igual que la actual catedral de San Luis, el edificio sufrió mucho durante las guerras de religión. Un embajador italiano lamentó en 1577 la prominencia de los monumentos religiosos que dominaban el centro de la ciudad de Blois, todos en ruinas desde 1568.San Salvador, en particular, fue saqueado de sus órganos, que eran su orgullo.En ocasión de los Estados Generales de 1576 y 1588, convocados en Blois por el rey Enrique III, en San Salvador se celebraron las devociones oficiales de la orden del clero.
A principios de 1589, el cuerpo de la reina Catalina de Médici, fallecida el 5 de enero en el castillo de Blois, descansó varios meses dentro de las paredes de la colegiata antes de su inhumación definitiva en la basílica de Saint-Denis.
En 1698, cuando Blois fue erigido en diócesis, los capítulos de la iglesia colegial de San Salvador y de la iglesia colegial de Santiago se unieron para formar el capítulo de la catedral. Este se instaló en la iglesia parroquial de San Solenne, que hoy lleva el nombre de catedral de San Luis.
El edificio fue destruido durante la Revolución Francesa, a partir de 1793, y los últimos restos no se eliminaron hasta 1820.
Desde los bombardeos del 1940, una amplia terraza en el promontorio del castillo domina el antiguo Burgo Mediano y Blois-Viena.
La parroquia de San Salvador, limitada al promontorio del castillo y a la calle de las Violetas, se unió entonces a la parroquia de San Nicolás, al igual que San Martín de las Coles.
Hoy en día, los parterres de San Salvador son el único vestigio material de la antigua colegiata.

## Arquitectura
Aunque destruida durante la Revolución, la arquitectura de la colegiata de San Salvador es relativamente bien conocida gracias a vistas y un plano elaborado en 1793.
El edificio constaba de tres naves, terminadas por un ábside de forma poligonal y un deambulatorio.
Hasta el siglo XVI, la colegiata era famosa por su alta aguja en la cima de su torre campanario, por una estatua colosal de San Cristóbal, así como por un majestuoso portal (llamado la puerta de los Santos o la puerta de los Apóstoles en el siglo XV) con un estilo cercano al de Notre-Dame de París.
Cuando el edificio fue incautado, su informe de valoración en 1793, antes de su venta, describía una iglesia «muy gótica tanto por su forma como por su construcción».